# Brachymeria albotibialis
Brachymeria albotibialis är en stekelart som först beskrevs av William Harris Ashmead 1904.  Brachymeria albotibialis ingår i släktet Brachymeria och familjen bredlårsteklar. Inga underarter finns listade.